# Ibrahim, de Leve Eu Chego Lá
Ibrahim, De leve eu chego lá é um samba enredo da escola de samba carioca Acadêmicos de Santa Cruz, que foi utilizado no desfile da agremiação no Carnaval de 1985. Foi composto por Zé de Angola e Grajaú, e interpretado por Aroldo Melodia. 

## Desfile
A escola foi a segunda a desfilar em 18 de fevereiro de 1985, na Avenida Marquês de Sapucaí.

### Ficha técnica
- Presidente:José Lima Galvão [2]
- Carnavalesco: José Lima Galvão e Gil Rincon[2][3]
- Compositores:Zé de Angola e Grajaú[1]
- Intérprete: Aroldo Melodia

## Resultado
A escola obteve 180 pontos, e portanto, o 14º lugar entre 16 escolas. Como naquele ano, três escolas seriam rebaixadas, a Santa Cruz foi uma das agremiações que caíram para o grupo de acesso.